# NGC 3821
NGC 3821 este o galaxie spirală situată în constelația Leul. A fost descoperită în 26 aprilie 1785 de către William Herschel. Se află la o distanță de 84 de megaparseci de Pământ.